# Dolores Hitchens
Pour les articles homonymes, voir Hitchens.
Œuvres principales
- La Victime expiatoire (1960)

Dolores Hitchens, née Julia Clara Catharine Maria Dolores Birk Robbins le 22 décembre 1907 à El Paso, au Texas, et morte le 1er août 1973 à Placentia, Californie, est un écrivain américain de thriller, aussi connu pour ses romans policiers publiés sous le pseudonyme de D. B. Olsen. Elle a écrit quelques-uns de ses romans en collaboration avec son deuxième mari, Bert Hitchens.

## Biographie
Née au Texas, Dolores Birk Robbins publie des poèmes pendant qu'elle complète ses études supérieures à l'Université de Californie, puis s'inscrit dans une école d'infirmière.  Elle travaille ensuite au Hollywood Hospital, puis devient enseignante. Peu après, elle épouse le marin Olsen et entreprend d'écrire des romans policiers qu'elle signe D. B. Olsen.  Elle crée alors deux séries distinctes.  La première, celle des sœurs Jennifer et Rachel Murdock et de leur chatte Samantha, comptent une douzaine de titres où l'humour fait bon ménage avec le sens de la fine déduction. Apparaît à l'occasion dans les aventures des Murdock, le lieutenant de police Stephen Mayhew, aussi le héros central de trois romans.  La deuxième série a pour enquêteur le professeur Pennyfeather, détective amateur.
Après son divorce, Dolores Birk Robbins se remarie avec Hubert Allen Hitchens, dit Bert Hitchens, de la police des chemins de fer, et dès 1951, amorce l'écriture de thrillers, dont plusieurs, inspirés par l'expérience de son mari, se déroulent dans le milieu ferroviaire.  Ce dernier signe d'ailleurs conjointement avec Dolores Hitchens cinq de ces romans de suspense qui incorporent des éléments de procédure policière.
Dolores Hitchens emploie à quelques reprises les pseudonymes de Noël Burke et de Dolan Birkley pour publier des récits appartenant à d'autres genres populaires : roman d'amour, roman western.
Le réalisateur français Jean-Luc Godard s'est très librement inspiré de Le Pigeon vole (Fools' Gold) pour son film Bande à part (1964).

## Œuvre

### Romans

#### SérieJim Sader
- Sleep with Strangers (1955)
- Sleep with Slander (1960) Publié en français sous le titre La Victime expiatoire, Paris, Éditions Opta, coll. Littérature policière, 1976 ; réédition, Paris, Rivages/Noir no 89, 1990

#### Autres romans
- Stairway to an Empty Room (1951)
- Nets to Catch the Wind ou Widows Won't Wait (1952)
- Terror Lurks in Darkness (1953)
- Beat Back the Tide ou Fatal Flirt (1954)
- Fool's Gold (1958) Publié en français sous le titre Pigeon vole, Paris, Gallimard, Série noire no 472, 1958
- The Watcher (1959) Publié en français sous le titre Dans l'intérêt des familles, Paris, Gallimard, Série noire no 571, 1960 ; réédition, Paris, Gallimard, Carré noir no 461, 1982
- Footsteps in the Night (1961) Publié en français sous le titre Des pas dans la nuit, Paris, Presses de la Cité, Un mystère no 603, 1961
- The Abductor (1962) Publié en français sous le titre La Peine du talion, Paris, Presses de la Cité, Un mystère no 634, 1962
- The Bank with the Bamboo Door (1965) Publié en français sous le titre Erreur d'aiguillage, Paris, Gallimard, Série noire no 1035, 1966
- The Man Who Cried All the Way Home (1966) Publié en français sous le titre Oncle Chuck, Paris, Librairie des Champs-Élysées, Le Masque no 1368, 1975
- Postscript to Nightmare ou Cabin of Fear (1967)
- Collection of Strangers (1969)
- The Baxter Letters (1971) Publié en français sous le titre Facteur, triste facteur, Paris, Gallimard, Série noire no 1442, 1971
- In a House Unknown (1973)

#### Romans écrits en collaboration avec Bert Hitchens
- F.O.B. Murder (1955) Publié en français sous le titre Ça va son train, Paris, Presses de la Cité, Un mystère no 267, 1956
- One-Way Ticket (1956)
- End of Line (1957)
- The Man Who Followed Women (1959)
- The Grudge (1963) Publié en français sous le titre Une portée de chiens, Paris, Gallimard, Série noire no 971, 1965

#### Romans signés D. B. Olsen

##### Série desSœurs Murdock
1. The Cat Saw Murder (1939)
2. The Alarm of Black Cat (1942)
3. Catspaw for Murder ou Cat's Claw (1943)
4. The Cat Wears a Noose (1944)
5. Cats Don't Smile (1945)
6. Cats Don't Need Coffins (1946) Publié en français sous le titre La Poupée sanglante, Paris, Éditions des Loisirs, Le Yard, 1955
7. Cats Have Tall Shadows (1948)
8. The Cat Wears a Mask (1949)
9. Death Wears Cat's Eyes (1950) Publié en français sous le titre Mesdemoiselles Murdock, détectives, Paris, Librairie des Champs-Élysées, Le Masque no 434, 1953 ; réédition sous le titre Les Demoiselles Murdock, Paris, Librairie des Champs-Élysées, Le Club des Masque no 125, 1971
10. Cat and Capricorn (1951)
11. The Cat Walk (1953) Publié en français sous le titre L'Homme au béret rouge, Paris, Librairie des Champs-Élysées, Le Masque no 503, 1955
12. Death Walks on Cat Feet (1956)

##### Série duProfesseur Pennyfeather
1. Shroud for the Bride ou Bring the Bride a Shroud (1945) Publié en français sous le titre Un suaire pour la mariée, Paris, Éditions Le Grenier à sel, coll. L'Araignée no 5, 1945
2. Gallows for the Groom (1947)
3. Devious Design (1948) Publié en français sous le titre La mort le guette, Paris, La Maîtrise du livre, coll. L'Empreinte Police no 25, 1949
4. Something About Midnight (1950)
5. Love Me in Death (1951) Publié en français sous le titre Le Professeur Pennyfeather, Paris, Librairie des Champs-Élysées, Le Masque no 461, 1953
6. Enrollment Cancelled ou Dead Babes in the Wood (1952)

##### Série duLieutenant Stephen Mayhew
1. Clue in the Clay (1938)
2. Death Cuts a Silhouette (1939)
3. The Thinking Heart (1940)

##### Autres romans
- Widows Ought to Weep (1947)
- The Night of the Bowstring (1953) Traduit par Florian Robinet dans la Coll. Le Masque Western n°144 en 1975 sous le titre "La Folle Nuit de Sherde Valley".

#### Romans signés Dolan Birkley
- Blue Geranium (1944)
- The Unloved (1965)

#### Roman signé Noel Burke
- Shivering Bough (1942)

### Théâtre signé Dolores Hitchens
- Cookie for Henry (1941), pièce en un acte

## Adaptations

### Au cinéma
- 1964 : Bande à part, film français de Jean-Luc Godard, d'après le roman Pigeon vole (Fools' Gold, 1958)

### À la télévision
- 1960 : Thriller - Saison 1, épisode 8 : The Watcher, réalisé par John Brahm, d'après le roman Dans l'intérêt des familles (The Watcher, 1959), avec Boris Karloff

## Sources
- Claude Mesplède, Dictionnaire des littératures policières, vol. 1 : A - I, Nantes, Joseph K, coll. « Temps noir », 2007, 1054 p. (ISBN 978-2-910686-44-4, OCLC 315873251), p. 976-977.
- Claude Mesplède, Les années "Série noire" : bibliographie critique d'une collection policière, vol. 1 : 1945-1959, Amiens, Editions Encrage, coll. « Travaux » (no 13), 1992 (ISBN 978-2-906389-34-2).
- Claude Mesplède, Les années "Série noire" : bibliographie critique d'une collection policière, vol. 2 : 1959-1966, Amiens, Editions Encrage, coll. « Travaux » (no 17), 1992, 315 p. (ISBN 978-2-906389-43-4, OCLC 466468261).
- Claude Mesplède et Jean-Jacques Schleret, SN, voyage au bout de la Noire : inventaire de 732 auteurs et de leurs œuvres publiés en séries Noire et Blème : suivi d'une filmographie complète, Paris, Futuropolis, 1982 (OCLC 11972030), p. 191.
- Jacques Baudou et Jean-Jacques Schleret, Le Vrai Visage du Masque, vol. 1, Paris, Futuropolis, 1984, 476 p. (OCLC 311506692), p. 240 et 326-327